# Smart Bond
Eine Smart Bond ist ein spezieller Typ eines automatisierten Anleihevertrags, der die Fähigkeiten von Blockchain-Datenbanken nutzt, die als kryptographisch sichere, aber dennoch offene und transparente Hauptbücher arbeiten können. Er gehört zu einer Klasse von Finanzinstrumenten, die als Smart Contract bekannt sind, „ein computerisiertes Transaktionsprotokoll, das die Bedingungen eines Vertrags ausführt“.

## Geschichte
Bereits 2014 sprachen Führungskräfte des Bankwesens öffentlich über die Fähigkeit der Blockchain, eine erhebliche „Vereinfachung der Bankprozesse und der Kostenstruktur“ auszulösen.
Ab 2015 experimentierte UBS mit Smart Bonds, die die Bitcoin-Blockchain verwenden, in der „risikofreie Zinssätze und Zahlungsströme vollständig automatisiert werden können, wodurch ein selbstzahlendes Instrument entsteht“. Die Huffington Post berichtete, dass eine Ankündigung des UBS-Smartbond-Service für 2016 erwartet wird.
Im Jahr 2018 beauftragte die Weltbank die Commonwealth Bank of Australia mit der Herstellung der ersten blockchain-basierten Bond der Welt.